# 勞特河 (包納赫河支流)
49°59′5.03″N 10°51′12.87″E / 49.9847306°N 10.8535750°E
勞特河（德語：Lauter）是德國巴伐利亚州的河流，位於該國東南部，屬於包纳赫河的右支流，河道全長19.4公里，發源自基希勞特，河口處在包納赫。